# Lebanese Basketball League 2016-2017
La Lebanese Basketball League 2016-2017, è stata la 21ª edizione del massimo campionato libanese di pallacanestro maschile.

## Squadre partecipanti
| Squadra              | Città        | Palazzetto                     | Allenatore          |
| -------------------- | ------------ | ------------------------------ | ------------------- |
| Homenetmen           | Mezher       | Adom & Sella Tenjukian stadium | Joe Nebhan          |
| Byblos Club          | Byblos       | Amsheet Sport Complex          | Nenad Vučinić       |
| Champville           | Dik El Mehdi | Club Mariste                   | Ghassan Sarkis      |
| Tadamon Zouk         | Kesrouan     | Nouhad Nawfal Stadium          | Miodrag Perisic     |
| Hoops Club           | Beirut       | Michel El Murr                 | Thanasis Papahatzis |
| Louaize Club         | Zouk Mosbeh  | Louaize Club Stadium           | Marwan Khalil       |
| Al-Mouttahed Tripoli | Tripoli      | Safadi Sports Complex          | Allen Abaz          |
| Al-Riyadi Beirut     | Beirut       | Saeb Salam Complex             | Ahmad Farran        |
| Mayrouba             | Mayrouba     | Nouhad Naufal Stadium          | Elie Nasr           |
| Sagesse              | Ghazir       | Ghazir Club Arena              | Fouad Abou Chacra   |

## Stagione regolare
|  | Pos. | Squadra              | PT | G  | V  | P  | PF   | PS   | Dif  |
|  | ---- | -------------------- | -- | -- | -- | -- | ---- | ---- | ---- |
|  | 1.   | Homenetmen           | 52 | 18 | 17 | 1  | 1643 | 1353 | +290 |
|  | 2.   | Al-Riyadi Beirut     | 46 | 18 | 14 | 4  | 1586 | 1371 | +215 |
|  | 3.   | Byblos Club          | 44 | 18 | 13 | 5  | 1552 | 1425 | +127 |
|  | 4.   | Al-Mouttahed Tripoli | 38 | 18 | 10 | 8  | 1520 | 1467 | +53  |
|  | 5.   | Louaize Club         | 38 | 18 | 10 | 8  | 1467 | 1502 | -35  |
|  | 6.   | Champville           | 34 | 18 | 8  | 10 | 1528 | 1527 | +1   |
|  | 7.   | Sagesse              | 30 | 18 | 6  | 12 | 1436 | 1619 | -183 |
|  | 8.   | Tadamon Zouk         | 30 | 18 | 6  | 12 | 1588 | 1679 | -91  |
|  | 9.   | Hoops Club           | 24 | 18 | 3  | 15 | 1369 | 1533 | -164 |
|  | 10.  | Mayrouba             | 24 | 18 | 3  | 15 | 1369 | 1582 | -213 |

Legenda:
      Qualificata per la Seconda Fase.

## Seconda fase
In questa fase le squadre sono state divise in due gruppi da quattro squadre ciascuno, mantenendo i risultati ottenuti nella prima fase. I giorni servono per stabilire le teste di serie per i paly-off.
Gruppo A
|    | Squadra      | G  | V  | P  | PF   | PS   | P.ti |
| -- | ------------ | -- | -- | -- | ---- | ---- | ---- |
| 1. | Homenetmen   | 24 | 23 | 1  | 2240 | 1810 | 70   |
| 2. | Byblos Club  | 24 | 16 | 8  | 2089 | 1959 | 56   |
| 3. | Louaize Club | 24 | 11 | 13 | 1985 | 2128 | 46   |
| 4. | Sagesse      | 24 | 8  | 18 | 1950 | 2168 | 40   |

Gruppo B
|    | Squadra              | G  | V  | P  | PF   | PS   | P.ti |
| -- | -------------------- | -- | -- | -- | ---- | ---- | ---- |
| 1. | Al-Riyadi Beirut     | 24 | 18 | 6  | 2133 | 1843 | 60   |
| 2. | Al-Mouttahed Tripoli | 24 | 13 | 11 | 2033 | 1991 | 50   |
| 3. | Tadamon Zouk         | 24 | 10 | 14 | 2096 | 2209 | 44   |
| 4. | Champville           | 24 | 9  | 15 | 2004 | 2045 | 42   |

## Play-Off
|  | Quarti di finale | Quarti di finale | Quarti di finale     | Quarti di finale | Quarti di finale | Quarti di finale | Quarti di finale |    |                      | Semifinali       | Semifinali | Semifinali | Semifinali | Semifinali | Semifinali | Semifinali |  |  | Finale | Finale     | Finale | Finale | Finale | Finale | Finale | Finale | Finale |
|  |                  |                  |                      |                  |                  |                  |                  |    |                      |                  |            |            |            |            |            |            |  |  |        |            |        |        |        |        |        |        |        |
|  | A1               | Homenetmen       | 84                   | 87               | 90               | -                | -                |    |                      |                  |            |            |            |            |            |            |  |  |        |            |        |        |        |        |        |        |        |
|  | B4               | Champville       | 59                   | 80               | 82               | -                | -                |    |                      |                  |            |            |            |            |            |            |  |  |        |            |        |        |        |        |        |        |        |
|  | B4               | Champville       | 59                   | 80               | 82               | -                | -                |    | A1                   | Homenetmen       | 95         | 93         | 95         | 88         | -          |            |  |  |        |            |        |        |        |        |        |        |        |
|  |                  |                  |                      |                  |                  |                  |                  |    | A1                   | Homenetmen       | 95         | 93         | 95         | 88         | -          |            |  |  |        |            |        |        |        |        |        |        |        |
|  |                  | B2               | Al-Mouttahed Tripoli | 74               | 97               | 82               | 77               | -  |                      |                  |            |            |            |            |            |            |  |  |        |            |        |        |        |        |        |        |        |
|  | B2               | B2               | Al-Mouttahed Tripoli | 74               | 97               | 82               | 77               | -  | Al-Mouttahed Tripoli | 70               | 73         | 71         | 74         | 78         |            |            |  |  |        |            |        |        |        |        |        |        |        |
|  | B2               |                  |                      |                  |                  |                  |                  |    | Al-Mouttahed Tripoli | 70               | 73         | 71         | 74         | 78         |            |            |  |  |        |            |        |        |        |        |        |        |        |
|  | A3               | Louaize Club     | 60                   | 79               | 56               | 57               | 62               |    |                      |                  |            |            |            |            |            |            |  |  |        |            |        |        |        |        |        |        |        |
|  |                  |                  |                      |                  |                  |                  |                  |    |                      |                  |            |            |            |            |            |            |  |  | A1     | Homenetmen | 61     | 82     | 64     | 75     | 64     | 57     | -      |
|  |                  |                  | B1                   | Al-Riyadi Beirut | 57               | 79               | 73               | 86 | 76                   | 70               | -          |            |            |            |            |            |  |  |        |            |        |        |        |        |        |        |        |
|  | A2               | Byblos Club      | 90                   | 80               | 81               | 101              | -                |    |                      |                  |            |            |            |            |            |            |  |  |        |            |        |        |        |        |        |        |        |
|  | B3               | Tadamon Zouk     | 88                   | 88               | 65               | 95               | -                |    |                      |                  |            |            |            |            |            |            |  |  |        |            |        |        |        |        |        |        |        |
|  | B3               | Tadamon Zouk     | 88                   | 88               | 65               | 95               | -                |    | B1                   | Al-Riyadi Beirut | 99         | 78         | 73         | 83         | -          |            |  |  |        |            |        |        |        |        |        |        |        |
|  |                  |                  |                      |                  |                  |                  |                  |    | B1                   | Al-Riyadi Beirut | 99         | 78         | 73         | 83         | -          |            |  |  |        |            |        |        |        |        |        |        |        |
|  |                  | A2               | Byblos Club          | 77               | 88               | 65               | 72               | -  |                      |                  |            |            |            |            |            |            |  |  |        |            |        |        |        |        |        |        |        |
|  | B1               | A2               | Byblos Club          | 77               | 88               | 65               | 72               | -  | Al-Riyadi Beirut     | 77               | 78         | 86         | 20         | -          |            |            |  |  |        |            |        |        |        |        |        |        |        |
|  | B1               |                  |                      |                  |                  |                  |                  |    | Al-Riyadi Beirut     | 77               | 78         | 86         | 20         | -          |            |            |  |  |        |            |        |        |        |        |        |        |        |
|  | A4               | Sagesse          | 65                   | 81               | 67               | 0                | -                |    |                      |                  |            |            |            |            |            |            |  |  |        |            |        |        |        |        |        |        |        |

| Lebanese Basketball League 2016-2017 |
| ------------------------------------ |
| Riyadi Beirut 14º titolo             |

## Leader statistiche individuali
| Categoria                | Giocatore       | Squadra      | Statistica |
| ------------------------ | --------------- | ------------ | ---------- |
| Punti per partita        | Terrell Stoglin | Sagesse      | 33.7       |
| Rimbalzi per partita     | Darian Townes   | Champville   | 13.2       |
| Assist per partita       | Kevin Galloway  | Homenetmen   | 8.3        |
| Palle rubate per partita | Geron Johnson   | Louaize Club | 2.8        |
| Stoppate per partita     | Robert Upshaw   | Mayrouba     | 3.6        |
| Palle perse per partita  | Ali Mezher      | Hoops Club   | 5.4        |
| 2FG%                     | Ater Majok      | Homenetmen   | 62.7%      |
| 3FG%                     | Fadi el-Khatib  | Homenetmen   | 44.3%      |
| FT%                      | Omar Thomas     | Hoops Club   | 88.6%      |

## Premi stagionali
| Premio                      | Giocatore       | Squadra          | Fonte |
| --------------------------- | --------------- | ---------------- | ----- |
| MVP                         | Fadi el-Khatib  | Homenetmen       | [ 1 ] |
| MVP Finali                  | Alade Aminu     | Al-Riyadi Beirut | [ 1 ] |
| Guardia dell'Anno           | Wael Arakji     | Al-Riyadi Beirut | [ 1 ] |
| Ala dell'Anno               | Fadi el-Khatib  | Homenetmen       | [ 1 ] |
| Centro dell'Anno            | Alade Aminu     | Al-Riyadi Beirut | [ 1 ] |
| Miglior Difensore           | Jean Abdel-Nour | Al-Riyadi Beirut | [ 1 ] |
| Sesto Uomo                  | Ismail Ahmad    | Al-Riyadi Beirut | [ 1 ] |
| Miglior giocatore libanese  | Fadi el-Khatib  | Homenetmen       | [ 1 ] |
| Miglior giocatore straniero | Alade Aminu     | Al-Riyadi Beirut | [ 1 ] |
| Nuovo arrivato dell'anno    | Ali Farhat      | Champville       | [ 1 ] |
| Miglior allenatore          | Ahmad Farran    | Al-Riyadi Beirut | [ 1 ] |

| Primo quintetto stagionale | Primo quintetto stagionale |
| -------------------------- | -------------------------- |
| Wael Arakji                | Al-Riyadi Beirut           |
| Fadi el-Khatib             | Homenetmen                 |
| Jay Youngblood             | Byblos Club                |
| Cleveland Melvin           | Al-Mouttahed Tripoli       |
| Alade Aminu                | Al-Riyadi Beirut           |

| Secondo quintetto stagionale | Secondo quintetto stagionale |
| ---------------------------- | ---------------------------- |
| Patrick Rembert              | Champville                   |
| Dewarick Spencer             | Al-Mouttahed Tripoli         |
| Geron Johnson                | Louaize Club                 |
| Ali Haidar                   | Al-Riyadi Beirut             |
| Robert Upshaw                | Mayrouba                     |